# 名塩和紙学習館
西宮市立郷土資料館分館 名塩和紙学習館（にしのみやしりつきょうどしりょうかんぶんかん なじおわしがくしゅうかん）は、日本の兵庫県西宮市にある和紙の製造工程や歴史・文化を学習するための施設である。

## 施設概要
西宮市北部の名塩地域（旧有馬郡塩瀬村）では、江戸時代から多くの画家に珍重された名塩雁皮紙が製造されている。本館は1989年（平成元年）11月、地域の伝統産業である名塩和紙の歴史と製法を学習し、次代に継承することを目的に西宮市立名塩小学校の付帯施設として西宮市立名塩小学校和紙学習館の名称で開館した。2004年（平成16年）からは西宮市立郷土資料館の分館に編入され、名塩小学校のみならず市内や近隣の小学校からも体験学習を受け入れている。
地上2階建てで1階には和紙作りの実習室や事務室、2階には関連資料の常設展示室が設置されている。施設への入館は無料だが、紙漉きの体験学習を行う場合は材料費が必要。

## アクセス
- 669-1147 兵庫県西宮市名塩2-10-8

館の設立母体となった西宮市立名塩小学校は国道176号線を挟んで向かいにある。
JR西日本福知山線・西宮名塩駅からは西へ徒歩20分。もしくは、宝塚駅（JR・阪急）か西宮名塩駅から阪急バスの下山口・有馬・さくら台方面行き（山口営業所管内）に乗り「名塩小学校前」バス停で下車。